# NWOBHM (ep)
NWOBHM er en ep fra det norske black metal-band Darkthrone, udgivet i sommeren 2007 som en forsmag på albummet F.O.A.D.. "NWOBHM" henviser normalt til New Wave of British Heavy Metal, men står i dette tilfælde for "New Wave of Black Heavy Metal". Cd-udgaven indeholder fire spor, mens 7"-vinyludgaven kun indeholder to.

## Spor
1. "Wisdom of the Dead" – 4:06
2. "Canadian Metal" – 4:39
3. "Hedninger Fra Helvete" – 5:12
4. "Bad Attitude" – 1:47 (Testors cover)

### Spor på 7"
1. "Hedninger Fra Helvete" – 5:12
2. "Canadian Metal" – 4:39

| Musik | Spire Denne musikartikel er en spire som bør udbygges. Du er velkommen til at hjælpe Wikipedia ved at udvide den. |